# Mr. Deeds geht in die Stadt
Mr. Deeds geht in die Stadt (Originaltitel: Mr. Deeds Goes To Town) ist eine US-amerikanische Liebeskomödie von Frank Capra aus dem Jahr 1936. Sie basiert auf der Kurzgeschichte Opera Hat von Clarence Budington Kelland.

## Handlung
Der Bankier Martin Semple kommt in Italien bei einem Autounfall ums Leben. Ein Erbe muss ausfindig gemacht werden, der besser nicht in die Bücher schauen sollte, in denen es offenbar einige Ungereimtheiten gibt. Als Erbe ist Longfellow Deeds angegeben, ein entfernter Verwandter des Verstorbenen sowie einfacher Glückskarten-Dichter aus einer Kleinstadt in Vermont. Die Anwälte hoffen darauf, dass Deeds von der Großstadt so beeindruckt ist, dass er alles in ihre Hände legt. Doch damit liegen sie falsch. Der Butler Walter und Semples Freund, der knallharte Journalist Cornelius Cobb, versuchen Deeds das „richtige Leben“ zu vermitteln.
Mittlerweile macht sich „Babe“ Bennet, Starreporterin einer Konkurrenzzeitung, mit einem Trick an den Millionenerben heran, um dadurch eine Titelstory zu bekommen. Sie begleitet ihn in ein bekanntes Literaten-Restaurant, wo sie sich näherkommen. Dort verkehren bekannte Dichter und Schriftsteller, die Mr. Deeds an ihren Tisch bitten, um sich über seine Postkarten-Gedichte lustig zu machen. Als er das erkennt, wird er wütend und schlägt auf die Quälgeister ein. Einer der Poeten ist so erfreut darüber, dass er Deeds zu einer Sauftour einlädt, in deren Verlauf dieser im betrunkenen Zustand die verrücktesten Sachen macht, u. a. füttert er auf einer Straßenkreuzung ein Pferd mit Doughnuts.
Die Reporterin hat sich unterdessen unter falschem Namen bei einer Freundin einquartiert, damit sie von Cobb nicht enttarnt werden kann. Ihre Artikel, in denen Mr. Deeds als Aschenputtel-Mann verspottet wird, finden großen Anklang und stoßen beim Betroffenen auf zornige Ablehnung. Doch hat er sich inzwischen in die wunderschöne Pressedame hoffnungslos verliebt, weil sie sich genauso zu geben weiß, wie er es sich von einer Frau immer gewünscht hat.
Er schreibt ein herzzerreißendes Gedicht für sie und gesteht ihr seine Liebe darin. Daraufhin bekommt sie schwerste Gewissensbisse und kann ihren Job nicht mehr fortführen. Denn auch sie ist von diesem ungewöhnlichen Mann äußerst angetan. Also kündigt sie bei der Zeitung und lässt sich von ihm privat zum Essen einladen. Während Mr. Deeds sich auf die Verabredung wie ein kleiner Junge freut, entdeckt Cobb die wahre Identität von Mr. Deeds großer Liebe und informiert ihn. Dieser ruft sie an und als sie seine Anschuldigung nicht widerlegen kann, ist er so tief getroffen, dass er beschließt, wieder nach Hause zu fahren und sein Vermögen an arbeitslose Farmer zu verschenken. Er kauft ein größeres Stück Ackerland und schafft die Grundlage für 2000 Bauernstellen.
Als er gerade dabei ist, die Kandidaten dafür zu sichten, wird er unter dem Vorwand verhaftet, geisteskrank zu sein und sein Vermögen zu verschleudern. Denn mittlerweile hat John Cedar, der korrupte Anwalt seines verstorbenen Onkels, der vergeblich auf die Bestätigung der alten Generalvollmacht durch Deeds gewartet hatte, einen anderen Verwandten des Toten ausgemacht. Für den will Cedar nun einen Anteil am Erbe durchsetzen. Weil für ihn und seine Rechtsanwaltskanzlei dabei auch eine Menge Geld abfallen würde, hat er keine Kosten und Mühen gescheut, um in einem öffentlichen Prozess zu erreichen, dass Mr. Deeds entmündigt wird.
Dieser wird zunächst in eine psychiatrische Anstalt gebracht, wo er sich gegen eine Untersuchung zur Wehr setzt und bis auf Cobb keinen Menschen mehr sehen will, erst recht nicht Louise Bennet. Dann kommt es zum großen Showdown in Form einer typisch amerikanischen Gerichtsverhandlung. Der Saal ist gerammelt voll mit Zeugen, die Mr. Cedar aufgeboten hat, und mit Farmern, die Mr. Deeds die Daumen drücken. Deeds hat keinen eigenen Anwalt hinzugezogen und da er sich weigert zu reden, kann Mr. Cedar sein Programm zunächst voll durchziehen.
Um Mr. Deeds als verrückt erscheinen zu lassen, hat er sogar zwei alte Damen aus dessen Heimatort heranbringen lassen sowie einen Wiener Psychologie-Professor. Alle müssen aussagen, der Halter des „Doughnut“-Pferdes, der Polizist, der Mr. Deeds nach der Sauftour in Unterhosen zuhause abgeliefert hat, und der Oberkellner aus dem Literaten-Restaurant. Auch Louise wird in den Zeugenstand gerufen, doch als sie versucht, den „Angeklagten“ voller Emotionen zu verteidigen, entzieht ihr der Richter das Wort. Dennoch kämpft sie noch einmal um Mr. Deeds und als sie gefragt wird, ob sie ihn liebe – der Anwalt will ihr Befangenheit nachweisen – schreit sie es heraus.
Und das ist die Initialzündung für Deeds. Jetzt bittet er den Richter höflich um das Wort und holt zu einer genialen Verteidigungsrede aus. Er macht klar, dass eigentlich jeder Mensch irgendwelche verrückten Eigenschaften entwickele, wenn er sich konzentrieren wolle oder unter Druck gerate. Der eine male auf dem Zettel die „O“s aus, wie z. B. der Richter, ein anderer zeichne Drudel, wieder ein anderer zucke mit der Nase oder ziehe an seinen Fingergelenken. Im Gespräch mit den beiden alten Damen, die schon ewig mietfrei in einem Haus von Mr. Deeds wohnen, stellt sich heraus, dass sie im Grunde jeden Menschen für verrückt halten – außer sich selbst.
Das Publikum tobt und feuert den Redner an, als er erklärt, warum er das viele Geld an die Farmer verschenken wollte. Zum Abschluss schickt er Mr. Cedar mit einem Kinnhaken auf die Bretter. Das Gericht zieht sich zur Beratung zurück, die Spannung steigt und als der Richter verkündet, dass Mr. Deeds wahrscheinlich der einzige vernünftige Mensch im ganzen Saal sei, gibt es kein Halten mehr. Die Farmer tragen ihren Wohltäter auf den Schultern zur Tür hinaus. Nur Louise und die beiden alten Damen sitzen noch da. Louise kann die Tränen nicht mehr zurückhalten. Doch dann kommt Mr. Deeds, der sich von seinen Verehrern freigemacht hat, wieder herein, nimmt Louise auf den Arm und gibt ihr einen langen Kuss.

## Hintergrund
Um mit Gary Cooper in der Titelrolle drehen zu können, musste Capra sechs Monate warten, bis Cooper seinen Vertragsverpflichtungen nachgekommen war. Der Film kostete die für damalige Verhältnisse gewaltige Summe von 800.000 US-Dollar, allein 100.000 Dollar hatte die halbjährige Verzögerung verschlungen. An den Kinokassen spielte der Film die Kosten jedoch problemlos wieder ein.
Bis 1972 hatte Jean Arthur die Endfassung des Films noch nicht gesehen, bis sie dies als Gast eines Filmfestivals zusammen mit Capra nachholte.
Columbia Pictures und ihr wichtigster Regisseur Capra wollten nach dem Erfolg von Mr. Deeds geht in die Stadt eine Fortsetzung mit Cooper und Arthur drehen. Diese sollte nach der Geschichte The Gentleman from Wyoming von Lewis Foster „Mr. Deeds Goes to Washington“ heißen. In dieser Form kam der Film zwar nie zustande, aber dann inszenierte Capra 1939 Mr. Smith geht nach Washington mit James Stewart und Jean Arthur. Die Handlung beider Filme ist ähnlich, und auch „Mr. Smith“ ist eine etwas naive, idealistische Hauptfigur, deren ungewöhnliches Auftreten in der Großstadt von der Presse ausgeschlachtet wird und die sich gegen Betrügereien der Eliten wehren muss.
Ende der 1960er Jahre wurde eine Fernsehserie mit dem Titel Mr. Deeds Goes To Town von Columbia Pictures produziert, in der Monte Markham die Hauptrolle spielte. 2002 wurde der Stoff mit Adam Sandler unter dem Titel Mr. Deeds neu verfilmt.

## Synchronisation
Eine erste Synchronfassung entstand bereits Ende der 1940er Jahre, als Mr. Deeds erstmals in den deutschen Kinos lief. Die heute verwendete, zweite Synchronfassung entstand anlässlich einer deutschen Fernsehausstrahlung im Jahr 1981. Für Dialogbuch und Dialogregie war hierbei Niels Clausnitzer verantwortlich.
| Rolle                               | Darsteller         | Synchronsprecher 1981 |
| ----------------------------------- | ------------------ | --------------------- |
| Longfellow Deeds („Cinderella Man“) | Gary Cooper        | Hartmut Reck          |
| Louise „Babe“ Bennett               | Jean Arthur        | Rose-Marie Kirstein   |
| Cornelius Cobb                      | Lionel Stander     | Wolfgang Hess         |
| Chefredakteur MacWade               | George Bancroft    | Michael Cramer        |
| John Cedar                          | Douglass Dumbrille | Thomas Reiner         |
| Richter May                         | H. B. Warner       | Leo Bardischewski     |
| Butler Walter                       | Raymond Walburn    | Michael Rüth          |

## Kritiken
Von den damaligen wie von den heutigen Filmkritikern wird Mr. Deeds geht in die Stadt überwiegend positiv rezensiert. Graham Greene beschrieb ihn im August 1936 als bis dahin besten Film von Capra, der „Verwandtschaft zu seinem Publikum, einen Sinn von Gemeinschaftswesen, eine Moral“ in seinen Film hineinbringe.
Der film-dienst bezeichnete Capras Regiearbeit als „eine liebenswürdige, optimistische Komödie über den ‚reinen Toren‘ im Kampf wider die etablierten Mächte“. Bei Mr. Deeds geht in die Stadt kämen die „satirischen Spitzen“ besonders im Dialog zum Tragen.

## Auszeichnungen
- 1936: National Board of Review Award in der Kategorie Bester Film
- 1937: Oscar in der Kategorie Beste Regie (Capra); vier weitere Nominierungen, u. a. für Gary Cooper als bester Hauptdarsteller
- 1937: New York Film Critics Circle Award in der Kategorie Bester Film

## Trivia
Ein vergleichbares Thema wurde im Film Mister Billion aufgegriffen.